# Монтања Гранде (Палермо)
Монтања Гранде је насеље у Италији у округу Палермо, региону Сицилија.
Према процени из 2011. у насељу је живело 64 становника. Насеље се налази на надморској висини од 280 м.